# Frank Harary

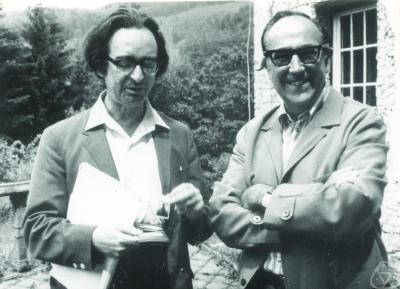
Klaus Wagner (rechts) und Frank Harary am Mathematischen Forschungsinstitut Oberwolfach, 1972

Frank Harary (* 11. März 1921 in New York City; † 4. Januar 2005 in Las Cruces, New Mexico) war ein US-amerikanischer Mathematiker, dessen Arbeitsgebiet die Graphentheorie und ihre Anwendungen war.

## Leben
Frank Harary wuchs in New York auf, er war das älteste Kind jüdischer Immigranten aus Palästina und Syrien. Er studierte zunächst am Brooklyn College in New York, wo er 1941 den Bachelor und 1945 den Master erwarb. Seinen Doktor erhielt er dann im Jahre 1948 von der University of California, Berkeley. Anschließend arbeitete er von 1948 bis 1986 an der University of Michigan und schließlich von 1987 bis zu seinem Tode 2005 an der New Mexico State University in Las Cruces. Er war mehrfacher Ehrendoktor.
Er hatte sechs Kinder, von denen zwei bereits vor seinem eigenen Tode verstarben.

## Werk

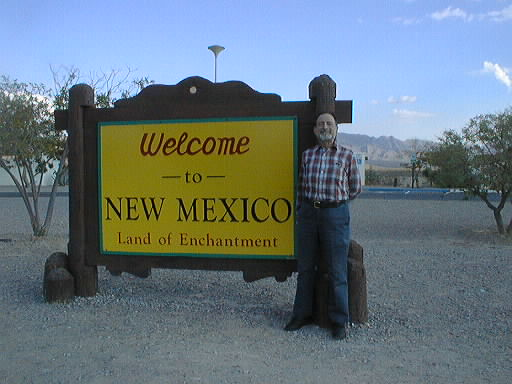
Frank Harary 2001 in New Mexico

Frank Harary arbeitete überwiegend an graphentheoretischen Fragestellungen und insbesondere auch an ihren Anwendungen in so unterschiedlichen Disziplinen wie Anthropologie, Biologie, Chemie, Informatik, Geographie, Linguistik, Musikwissenschaften, Physik, Politikwissenschaften, Psychologie und Sozialwissenschaften. Er war bekannt für seine umfangreichen Kollaborationen mit anderen Forschern in der ganzen Welt und die dadurch bedingte Reisetätigkeit. So publizierte er über 700 wissenschaftliche Artikel und etwa 300 von diesen verfasste er zusammen mit insgesamt 288 Autoren, dabei bereiste er für Kollaborationen und Vorträge über 87 verschiedene Länder. Er schrieb acht Bücher, sein 1969 erschienenes Werk Graph Theory gilt als viel zitiertes Standardwerk. Darüber hinaus gründete er mit dem Journal of Combinatorial Theory (1966) und dem Journal of Graph Theory (1977) zwei Fachzeitschriften. Er gilt vielen als einer der Wegbereiter der modernen Graphentheorie und ihrer Anwendungen, was ihm unter Kollegen auch den Spitznamen Mr. graph theory einbrachte.